# 奈米通訊
奈米通訊（英語：Nano Letters）是一份由美國化學學會出版的同行評審式科學月刊。2001年1月創刊。總編輯為保羅·阿利維薩托斯（加州大學柏克萊分校）與查爾斯·利伯（哈佛大學）。

## 外部連結
- 官方网站